# Cubaris invenustus
Cubaris invenustus är en kräftdjursart som beskrevs av Walter E. Collinge 1915. Cubaris invenustus ingår i släktet Cubaris och familjen Armadillidae. Inga underarter finns listade i Catalogue of Life.